# عطالو
عطالو هي قرية في مقاطعة خدا أفرين، إيران. عدد سكان هذه القرية هو 85 في سنة 2006.